# Rivière Désert
Pour les articles homonymes, voir Désert (homonymie).
La rivière Désert est un cours d'eau affluent de la rivière Gatineau. La rivière Désert coule dans le territoire non organisé du Lac-Pythonga et de la municipalité de Maniwaki, dans la municipalité régionale de comté (MRC) La Vallée-de-la-Gatineau, dans la région administrative de l'Outaouais, au Québec, au Canada.

## Géographie

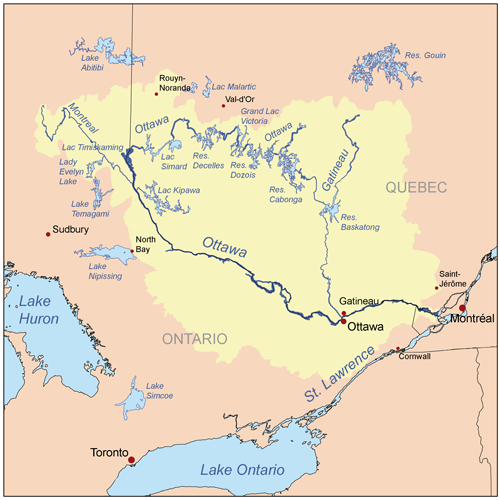
Bassin hydrographique de la rivière des Outaouais.

Le Lac Désert (altitude : 228 m), situé dans le territoire non organisé de Lac-Pythonga de la MRC La Vallée-de-la-Gatineau, constitue le principal plan d'eau de tête de la rivière Désert. Ce lac est situé au sud de la réserve faunique La Vérendrye. Venant du nord, la rivière descend dans les Laurentides sur environ 95 km, entre 228 et 167 m d'altitude.
Parcours de la rivière
À partir du Lac Désert, le parcours de la rivière Désert se dirige vers le nord-est, puis vers l'est, jusqu'à la rive sud-ouest du lac Rond que le courant traverse vers le nord-est, jusqu'à l'embouchure. La rivière poursuit son parcours vers le nord-est jusqu'au ruisseau Germain (venant du nord), et jusqu'au ruisseau Quinn (venant du nord) dont l'embouchure est situé au sud du réservoir Baskatong.
La rivière descend ensuite vers le sud (plus ou moins en parallèle à la rivière Gatineau qui coule du côté est) en décrivant de nombreux méandres sur un segment d'environ 40 km. Puis le parcours de la rivière se normalise en bifurquant vers l'est avant de déboucher à Maniwaki et se déverser dans la rivière Gatineau. Sur son parcours, hormis le hameau de Chute-Rouge et quelques résidences parsemés dans des zones défrichées, la rivière Désert mouille les agglomérations de Montcerf et Maniwaki.

## Toponymie
En 1849, l'agglomération initiale de Maniwaki était désignée sous le nom de Notre-Dame-du-Désert, en référence à l'abbaye Sainte-Marie du Désert, située dans la commune Bellegarde-Sainte-Marie, dans la Haute-Garonne, en France. Dans l'usage populaire dans la région de l'Outaouais, le terme Désert a alors été emprunté du nom de la paroisse catholique naissante pour désigner la rivière Désert. L'ancien fort de la Compagnie de la Baie d'Hudson avait été érigé au lieu actuelle du village de Maniwaki, à l'embouchure de la rivière Désert.
L'appellation de la rivière, aussi empruntée pour désigner d'autres entités (zec, lac, etc), est indiquée dans la description du canton d'Egan, par J. L. P. O'Hanly, le 26 mai 1863. « Désert », signifiant espace défriché, provient du langage parlé dans le Nord-Ouest de la France. Ce terme reste encore en usage dans certaines zones rurales du Québec.
Le toponyme rivière Désert a été officialisé le 5 décembre 1968 à la Banque des noms de lieux de la Commission de toponymie du Québec.